# Robert Gernhardt
Robert Gernhardt (né le 13 décembre 1937 à Tallinn, mort le 30 juin 2006 à Francfort-sur-le-Main) est un écrivain, illustrateur et peintre allemand.

## Biographie
Robert Gernhardt est le fils d'un juge à Tallinn. La famille appartient à la minorité des Germano-Baltes et déménage à Poznań. Le père meurt en 1945. Après la guerre, la mère va avec ses fils Robert, Per et Andreas de Thuringe à Bissendorf puis à Göttingen.
En 1956, Robert commence des études à l'académie des beaux-arts de Stuttgart puis de Berlin ainsi que d'allemand à l'université libre de Berlin. En 1964, il devient peintre indépendant, illustrateur, caricaturiste et écrivain à Francfort. En 1965, il épouse la peintre Almut Ullrich (qui décède en 1989). En 1990, il fait un second mariage avec Almut Gehebe. En 1996, il doit subir une opération cardiaque grave. En 2006, il est quelque temps un écrivain en résidence à l'université de Warwick en Angleterre. Le 30 juin 2006, il meurt à Francfort d'un cancer du côlon, dont il avait connaissance depuis juillet 2002. Il repose au cimetière principal de Francfort.

## Œuvre

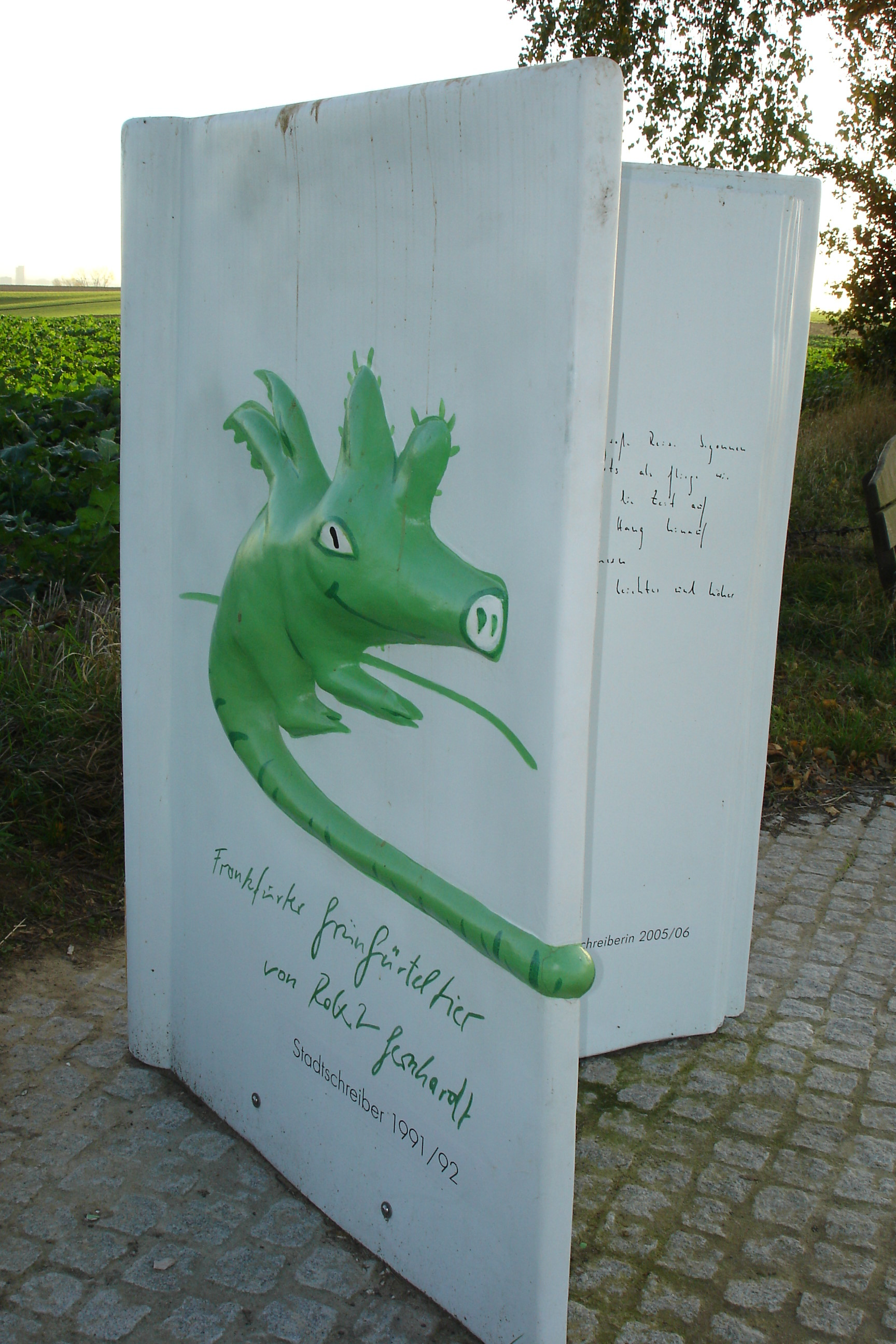
Tatou vert à Francfort

D'avril 1964 à décembre 1965, Gernhardt est le rédacteur en chef du magazine satirique Pardon et écrit sous des pseudonymes. Il devient aussi membre de la Deutscher Künstlerbund. Avec F. W. Bernstein, F. K. Waechter, Chlodwig Poth, Eckhard Henscheid, Bernd Eilert, Peter Knorr, Hans Traxler, il fonde la Nouvelle école de Francfort et leur propre journal, Titanic. Dans les années 1980, Gernhardt, Eilert et Knorr créent GEK-Gruppe (de). Il coécrit les scénarios d'Otto Waalkes.
Au début des années 1980, il commence à publier des poésies et est maintenant considéré comme l'un des plus grands poètes allemands contemporains. Ses écrits développent le non-sens et renouvellent les formes humoristiques des années 1960 et 1970. Son opération du cœur et son cancer l'inspirent aussi. En 2003, il tient une chronique de forme poétique dans une émission littéraire diffusée sur l'ARD.

## Récompenses
- 1983 : Deutscher Jugendliteraturpreis
- 1991 : Prix littéraire de Cassel
- 1998 : Prix Bertolt Brecht
- 2002 : Prix e.o.plauen pour l'ensemble de son œuvre
- 2004 : Prix Heinrich Heine

## Source, notes et références
1. ↑  « https://www.dla-marbach.de/index.php?id=450&ADISDB=BF&WEB=JA&ADISOI=23467 »

- (de) Cet article est partiellement ou en totalité issu de l’article de Wikipédia en allemand intitulé « Robert Gernhardt » (voir la liste des auteurs).